# 임영은
임영은(林榮殷, 1964년 3월 21일 ~ )은 대한민국의 정치인이다. 충청북도의원을 지냈다.

## 학력
- 문상초등학교
- 진천중학교 졸업
- 진천농업고등학교 졸업
- 주성대학교 관광과 졸업
- 우석대학교 진천캠퍼스 경영학과 졸업

## 경력
- 농다리지킴이 회장
- 김종률 국회의원 보좌관
- 2018년 7월 1일 ~ 2022년 6월 30일: 제11대 충청북도의회 의원
- 2022년 7월 1일 ~ : 제12대 충청북도의회 의원
  - 2022.07 ~ 2024.06: 제12대 충청북도의회 전반기 부의장
  - 2022.07 ~ 2024.06: 제12대 충청북도의회 전반기 행정문화위원회 위원
  - 제12대 충청북도의회 (재)충북문화재단대표이사후보자인사청문특별위원회 위원
  - 제12대 충청북도의회 후반기 건설환경소방위원회 위원
  - 제12대 충청북도의회 제3기 윤리특별위원회 위원

## 역대 선거 결과
|  | 41.79% |

|  | 53.63% |

|  | 51.83% |